# Máximo Blanco (peleador)
Máximo Blanco (Falcón, Venezuela; 16 de octubre de 1983) es un artista marcial mixto, practicante de lucha y tae kwon do venezolano que compitió en la división peso pluma de la Ultimate Fighting Championship (UFC). 
En 2009 fue campeón de peso ligero del torneo King of Pancrase de la promotora Pancrase. Blanco también ha competido para las promotoras World Victory Road y Strikeforce. Aunque en su carrera en Japón luchó en la categoría de ligeros, en su paso por UFC ha peleado en la categoría pluma.

## Carrera como luchador olímpico
A los 15 años, Máximo Blanco fue reclutado por el presidente de la Federación Japonesa de Lucha Tomiaki Fukuda, quien lo llevó a Japón, allí comienza a estudiar en la Secundaria Sendai Ikuei y luego en la Universidad de Nihon tras obtener una beca deportiva.
Luego de abrirse paso en Japón en la lucha libre universitaria, y en plena fiebre de los eventos de PRIDE Fighting Championships, comenzó a practicar artes marciales mixtas. Máximo Blanco también compitió en eventos internacionales de lucha realizados en Venezuela, Azerbaiyán, China y Japón. A pesar de que Máximo es un especialista en lucha, jamás ha ganado una pelea por sumisión, siempre ha ganado por K.O, TKO, o por decisión.
Representó a Venezuela en los Juegos Centroamericanos y del Caribe de 2006 realizados en Cartagena de Indias, Colombia  en lucha libre, obteniendo la medalla de Plata.
Representó a Venezuela en los Juegos Sudamericanos de 2006 realizados en Buenos Aires, Argentina  en lucha libre, obteniendo la medalla de Bronce.
Representó a Venezuela en los Juegos Panamericanos de 2007 realizados en Río de Janeiro  en lucha libre, obteniendo la medalla de Bronce.

## Carrera como artista marcial mixto

### Pancrase
Blanco hizo su debut en las artes marciales mixtas el 27 de agosto de 2008 contra Yuki Yashima en Pancrase: Shining 6. La pelea terminó sin resultado después de un cabezazo accidental. Regresó a la promoción en Pancrase: Shining 8 el 1 de octubre y noqueó a Hiroki Aoki con un golpe y puñetazos en solo 22 segundos.
Blanco se enfrentó a Daisuke Hanazawa en Pancrase: Shining 10 el 7 de diciembre de 2008 y fue derrotado por sumisión debido a un estrangulamiento de triángulo de brazo en la segunda ronda.
Se enfrentó a Koji Oishi en Pancrase: Changing Tour 2 el 5 de abril de 2009. La pelea se declaró en empate después de dos rondas.

### Strikeforce
Blanco luego firmó un contrato de tres peleas con Strikeforce.
Se esperaba que Blanco se enfrentara a Josh Thomson en Strikeforce 36, pero una lesión en el pie hizo que Thompson se retirara. Pat Healy reemplazó al lesionado Thomson. Blanco perdió el combate por sumisión en el segundo asalto.

### Ultimate Fighting Championship
El 14 de septiembre de 2011, la gerencia de Blanco declaró que bajaría a la división de peso pluma y que su próxima pelea sería en UFC. En su debut, enfrentó a Marcus Brimage el 21 de abril de 2012 en UFC 145. Perdió la pelea por decisión dividida.
Para su segunda pelea con la promoción, Blanco se enfrentó a Sam Sicilia el 13 de abril de 2013 en The Ultimate Fighter 17 Finale. Ganó la pelea de ida y vuelta por decisión unánime.
Blanco se enfrentó a Akira Corassani el 30 de noviembre de 2013 en The Ultimate Fighter 18 Finale. Temprano en la primera ronda, Blanco conectó una rodilla ilegal en la cabeza de Corassani cuando tenía una rodilla y una mano en el suelo. Corassani indicó que no pudo continuar, por lo que Blanco perdió el combate por descalificación.
Blanco se enfrentó a Felipe Arantes el 15 de febrero de 2014 en UFC Fight Night 36. Perdió la pelea por decisión unánime.
Blanco luego se enfrentó a Andy Ogle el 31 de mayo de 2014 en UFC Fight Night 41. Ganó la pelea por decisión unánime.
Blanco se enfrentó a Dan Hooker el 20 de septiembre de 2014 en UFC Fight Night 52. Ganó la pelea por decisión unánime.
Blanco se enfrentó a Mike De La Torre el 12 de julio de 2015 en The Ultimate Fighter 21 Finale. Ganó la pelea por nocaut técnico en el primer asalto.
Se esperaba que Blanco se enfrentara a Dennis Bermúdez el 17 de enero de 2016 en UFC Fight Night 81. Sin embargo, Bermúdez se retiró de la pelea a principios de diciembre citando una lesión y fue reemplazado por el recién llegado Luke Sanders. Perdió la pelea por sumisión en el primer asalto.
Blanco volvió a enfrentarse a Chas Skelly el 17 de septiembre de 2016 en UFC Fight Night 94. Perdió la pelea por sumisión en el primer minuto de la pelea.

## Récord en artes marciales mixtas
| Récord profesional | Récord profesional | Récord profesional |
| 20 peleas          | 12 victorias       | 8 derrotas         |
| ------------------ | ------------------ | ------------------ |
| Nocaut             | 8                  | 0                  |
| Sumisión           | 0                  | 4                  |
| Decisión           | 4                  | 2                  |
| Otros              | 0                  | 2                  |
| Empate             | 1                  | 1                  |
| Sin resultado      | 1                  | 1                  |

| Resultado     | Récord     | Oponente         | Método                                | Evento                                                          | Fecha                    | Ronda | Tiempo | Localización                          | Notas                                                                |
| ------------- | ---------- | ---------------- | ------------------------------------- | --------------------------------------------------------------- | ------------------------ | ----- | ------ | ------------------------------------- | -------------------------------------------------------------------- |
| Derrota       | 12–8–1 (1) | Chas Skelly      | Sumisión técnica (anaconda choke)     | UFC Fight Night: Poirier vs. Johnson                            | 17 de septiembre de 2016 | 1     | 0:19   | Hidalgo, Texas, Estados Unidos        |                                                                      |
| Derrota       | 12–7–1 (1) | Luke Sanders     | Sumisión (rear naked choke)           | UFC Fight Night: Dillashaw vs. Cruz                             | 17 de enero de 2016      | 1     | 3:38   | Boston, Massachusetts, Estados Unidos |                                                                      |
| Victoria      | 12–6–1 (1) | Mike De La Torre | TKO (golpes)                          | The Ultimate Fighter: American Top Team vs. Blackzilians Finale | 12 de julio de 2015      | 1     | 0:16   | Las Vegas, Nevada, Estados Unidos     |                                                                      |
| Victoria      | 11–6–1 (1) | Daniel Hooker    | Decisión (uánime)                     | UFC Fight Night: Hunt vs. Nelson                                | 20 de septiembre de 2014 | 3     | 5:00   | Saitama Japón                         |                                                                      |
| Victoria      | 10–6–1 (1) | Andy Ogle        | Decisión (unánime)                    | UFC Fight Night: Muñoz vs. Mousasi                              | 31 de mayo de 2014       | 3     | 5:00   | Berlín, Alemania                      |                                                                      |
| Derrota       | 9–6–1 (1)  | Felipe Arantes   | Decisión (unánime)                    | UFC Fight Night: Machida vs. Mousasi                            | 15 de febrero de 2014    | 3     | 5:00   | Jaraguá do Sul, Brasil                |                                                                      |
| Derrota       | 9–5–1 (1)  | Akira Corassani  | Descalificado (rodillazo ilegal)      | The Ultimate Fighter: Team Rousey vs. Team Tate Finale          | 30 de noviembre de 2013  | 1     | 0:25   | Las Vegas, Nevada, United States      |                                                                      |
| Victoria      | 9–4–1 (1)  | Sam Sicilia      | Decisión (unánime)                    | The Ultimate Fighter: Team Jones vs. Team Sonnen Finale         | 13 de abril de 2013      | 3     | 5:00   | Las Vegas, Nevada, Estados Unidos     |                                                                      |
| Derrota       | 8–4–1 (1)  | Marcus Brimage   | Decisión (dividida)                   | UFC 145                                                         | 21 de abril de 2012      | 3     | 5:00   | Atlanta, Georgia, Estados Unidos      | debut en Peso Pluma                                                  |
| Derrota       | 8–3–1 (1)  | Pat Healy        | Sumisión (triángulo)                  | Strikeforce: Barnett vs. Kharitonov                             | 10 de septiembre de 2011 | 2     | 4:27   | Cincinnati, Ohio, Estados Unidos      |                                                                      |
| Victoria      | 8–2–1 (1)  | Won Sik Park     | Decisión (unánime)                    | World Victory Road Presents: Soul of Fight                      | 30 de diciembre de 2010  | 3     | 5:00   | Tokio, Japón                          |                                                                      |
| Victoria      | 7–2–1 (1)  | Kiuma Kunioku    | KO (golpes)                           | World Victory Road Presents: Sengoku Raiden Championships 15    | 30 de octubre de 2010    | 1     | 4:26   | Tokio, Japón                          |                                                                      |
| Victoria      | 6–2–1 (1)  | Rodrigo Damm     | TKO (golpes)                          | World Victory Road Presents: Sengoku Raiden Championships 13    | 20 de junio de 2010      | 2     | 0:45   | Saitama Japón                         |                                                                      |
| Victoria      | 5–2–1 (1)  | Chang Hyun Kim   | KO (patada a la cabeza y golpes)      | World Victory Road Presents: Sengoku Raiden Championships 12    | 7 de marzo de 2010       | 1     | 1:10   | Tokio, Japón                          |                                                                      |
| Victoria      | 4–2–1 (1)  | Tetsuya Yamada   | TKO (puñetazos)                       | World Victory Road Presents: Sengoku Raiden Championships 13    | 23 de septiembre de 2009 | 2     | 1:12   | Saitama Japón                         |                                                                      |
| Victoria      | 3–2–1 (1)  | Katsuya Inoue    | TKO (puñetazos)                       | Pancrase: Changing Tour 4                                       | 8 de agosto de 2009      | 2     | 4:38   | Tokio, Japón                          | Ganó el título de King of Pancrase.                                  |
| Derrota       | 2–2–1 (1)  | Akihiko Mori     | Descalificado (patada ilegal)         | World Victory Road Presents: Sengoku 8                          | 2 de mayo de 2009        | 1     | 4:20   | Tokio, Japón                          |                                                                      |
| Empate        | 2–1–1 (1)  | Koji Oishi       | Draw                                  | Pancrase: Changing Tour 2                                       | 5 de abril de 2009       | 2     | 5:00   | Tokio, Japón                          |                                                                      |
| Victoria      | 2–1 (1)    | Seigo Inoue      | KO (Pisotones)                        | World Victory Road Presents: Sengoku no Ran 2009                | 4 de enero de 2009       | 1     | 0:38   | Saitama Japón                         | Este k.o consistió en saltar sobre su oponente que estaba boca abajo |
| Derrota       | 1–1 (1)    | Daisuke Hanazawa | Sumisión (arm-triangle choke)         | Pancrase: Shining 10                                            | 7 de diciembre de 2008   | 2     | 2:19   | Tokio, Japón                          |                                                                      |
| Victoria      | 1–0 (1)    | Hiroki Aoki      | TKO (combinación de patadas y golpes) | Pancrase: Shining 8                                             | 1 de octubre de 2008     | 1     | 0:22   | Tokio, Japón                          |                                                                      |
| Sin Resultado | 0–0 (1)    | Yuki Yashima     | NC (cabezazo accidental)              | Pancrase: Shining 6                                             | 27 de agosto de 2008     | 1     | 0:56   | Tokio, Japón                          |                                                                      |